# Список Героев Советского Союза и Героев Российской Федерации (Удмуртия)
Список Героев Советского Союза и Героев Российской Федерации, родившихся, проживавших или умерших в Удмуртии.

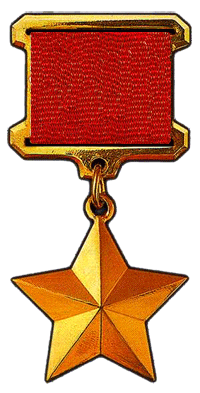
Медаль «Золотая Звезда», вручавшаяся Героям Советского Союза

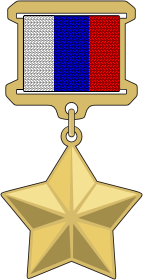
Медаль «Золотая Звезда», вручаемая Героям Российской Федерации

| Герой                             | Дата и место рождения                                                      | Дата и место смерти                                                               | Награждён                  |
| --------------------------------- | -------------------------------------------------------------------------- | --------------------------------------------------------------------------------- | -------------------------- |
| А                                 |                                                                            |                                                                                   |                            |
| Аксёнов, Александр Михайлович     | 12 июля 1918, Ижевск (по другим данным — Новониколаевск, Томская губерния) | 16 октября 1943, Пятихатский район, Днепропетровская область, УССР                | 22 февраля 1944, посмертно |
| Ардашев, Леонид Арсентьевич       | 9 сентября 1924, Лып-Булатово, Кезский район                               | 21 апреля 1952, Кез                                                               | 21 июля 1944               |
| Ахмаметьев, Андрей Алексеевич     | 29 марта 1917, Ижевск                                                      | 9 октября 1968, Ленинград                                                         | 23 февраля 1945            |
| Б                                 |                                                                            |                                                                                   |                            |
| Балашов, Михаил Ефимович          | 15 декабря 1903, Старое Ахматово, Нижегородская губерния                   | 26 сентября 1943, Солонянский район, Днепропетровская область, УССР               | 19 марта 1944, посмертно   |
| Барамзина, Татьяна Николаевна     | 19 декабря 1919, Глазов                                                    | 5 июля 1944, Смолевичский район, Минская область, БССР                            | 24 марта 1945, посмертно   |
| Берестов, Пётр Филиппович         | 21 декабря 1898, Берестово, Сюмсинский район                               | 26 ноября 1961, Запорожье, УССР                                                   | 27 июня 1945               |
| Бисеров, Кузьма Федорович         | 1 июля 1923, Шляшор, Кезский район                                         | 25 июля 1943, Курская область                                                     | 8 сентября 1943, посмертно |
| Блинов, Павел Фёдорович           | 20 сентября 1919, Вязовка, Саратовская губерния                            | 16 июля 1998, Алма-Ата, Казахстан                                                 | 10 апреля 1945             |
| Борин, Сергей Николаевич          | 14 октября 1973, Ижевск                                                    | 13 июля 1993, кишлак Сари-гор, Шурабадский район, Хатлонская область, Таджикистан | 19 июля 1993, посмертно    |
| В                                 |                                                                            |                                                                                   |                            |
| Вечтомов, Иван Дмитриевич         | 1 января 1919, Усть-Сарапулка, Сарапульский район                          | 3 октября 1944, Солонянский район, Румыния                                        | 24 марта 1945, посмертно   |
| Г                                 |                                                                            |                                                                                   |                            |
| Гасников, Михаил Иванович         |                                                                            |                                                                                   |                            |
| Герасимов, Вадим Анатольевич      |                                                                            |                                                                                   |                            |
| Глебов, Виктор Сергеевич          |                                                                            |                                                                                   |                            |
| Голдобин, Николай Иванович        |                                                                            |                                                                                   |                            |
| Д                                 |                                                                            |                                                                                   |                            |
| Девятьяров, Александр Андреевич   |                                                                            |                                                                                   |                            |
| Дербушев, Фёдор Михайлович        |                                                                            |                                                                                   |                            |
| Е                                 |                                                                            |                                                                                   |                            |
| Евдокимов, Григорий Петрович      |                                                                            |                                                                                   |                            |
| Егоров, Вениамин Николаевич       |                                                                            |                                                                                   |                            |
| З                                 |                                                                            |                                                                                   |                            |
| Заболотский, Анатолий Иванович    |                                                                            |                                                                                   |                            |
| Завьялов, Семён Акимович          |                                                                            |                                                                                   |                            |
| Зайцев, Василий Петрович          |                                                                            |                                                                                   |                            |
| Закиров, Ильфат Индулисович       |                                                                            |                                                                                   |                            |
| Заровняев, Анатолий Иванович      |                                                                            |                                                                                   |                            |
| Зевахин, Михаил Степанович        |                                                                            |                                                                                   |                            |
| К                                 |                                                                            |                                                                                   |                            |
| Калашников, Михаил Тимофеевич     |                                                                            |                                                                                   |                            |
| Карачев, Михаил Васильевич        |                                                                            |                                                                                   |                            |
| Килин, Порфирий Иванович          |                                                                            |                                                                                   |                            |
| Кирьянов, Павел Николаевич        |                                                                            |                                                                                   |                            |
| Клевцов, Иван Васильевич          |                                                                            |                                                                                   |                            |
| Ковальчук, Дмитрий Андреевич      |                                                                            |                                                                                   |                            |
| Козлов, Николай Александрович     |                                                                            |                                                                                   |                            |
| Колпаков, Пётр Иванович           |                                                                            |                                                                                   |                            |
| Коновалов, Алексей Дмитриевич     |                                                                            |                                                                                   |                            |
| Коробейников, Афанасий Гурьянович |                                                                            |                                                                                   |                            |
| Коровин, Николай Аркадьевич       |                                                                            |                                                                                   |                            |
| Коротков, Герман Владимирович     |                                                                            |                                                                                   |                            |
| Котельников, Алексей Павлович     |                                                                            |                                                                                   |                            |
| Краев, Владимир Павлович          |                                                                            |                                                                                   |                            |
| Краснопёров, Сергей Леонидович    |                                                                            |                                                                                   |                            |
| Кривокорытов, Павел Тимофеевич    |                                                                            |                                                                                   |                            |
| Кузнецов, Степан Никифорович      |                                                                            |                                                                                   |                            |
| Кунгурцев, Евгений Максимович     |                                                                            |                                                                                   |                            |
| Курягин, Юрий Герасимович         |                                                                            |                                                                                   |                            |
| Л                                 |                                                                            |                                                                                   |                            |
| Лаптев, Виктор Петрович           |                                                                            |                                                                                   |                            |
| Логинов, Аркадий Петрович         |                                                                            |                                                                                   |                            |
| Луппов, Владимир Васильевич       |                                                                            |                                                                                   |                            |
| Лушников, Александр Матвеевич     |                                                                            |                                                                                   |                            |
| М                                 |                                                                            |                                                                                   |                            |
| Макаров, Зосим Исаакович          |                                                                            |                                                                                   |                            |
| Маслов, Иван Васильевич           |                                                                            |                                                                                   |                            |
| Меркушев, Василий Афанасьевич     |                                                                            |                                                                                   |                            |
| Микрюков, Виталий Васильевич      |                                                                            |                                                                                   |                            |
| Михайлов, Василий Михайлович      |                                                                            |                                                                                   |                            |
| Н                                 |                                                                            |                                                                                   |                            |
| Никулин, Александр Семёнович      |                                                                            |                                                                                   |                            |
| О                                 |                                                                            |                                                                                   |                            |
| Обухов, Василий Михайлович        |                                                                            |                                                                                   |                            |
| Обухов, Николай Феоктистович      |                                                                            |                                                                                   |                            |
| Огородников, Николай Иванович     |                                                                            |                                                                                   |                            |
| Ожмегов, Григорий Фёдорович       |                                                                            |                                                                                   |                            |
| Опалёв, Владимир Никифорович      |                                                                            |                                                                                   |                            |
| Опалёв, Иван Васильевич           |                                                                            |                                                                                   |                            |
| П                                 |                                                                            |                                                                                   |                            |
| Павлов, Никифор Савельевич        |                                                                            |                                                                                   |                            |
| Пислегин, Виктор Кузьмич          |                                                                            |                                                                                   |                            |
| Попов, Анатолий Архипович         |                                                                            |                                                                                   |                            |
| Пряженников, Александр Павлович   |                                                                            |                                                                                   |                            |
| Пушина, Феодора Андреевна         |                                                                            |                                                                                   |                            |
| Р                                 |                                                                            |                                                                                   |                            |
| Репин, Иван Павлович              |                                                                            |                                                                                   |                            |
| Русских, Афанасий Афанасьевич     |                                                                            |                                                                                   |                            |
| Русских, Пётр Егорович            |                                                                            |                                                                                   |                            |
| Русских, Харлампий Акимович       |                                                                            |                                                                                   |                            |
| Рыков, Леонид Васильевич          |                                                                            |                                                                                   |                            |
| С                                 |                                                                            |                                                                                   |                            |
| Сабуров, Александр Николаевич     |                                                                            |                                                                                   |                            |
| Савин, Николай Семенович          |                                                                            |                                                                                   |                            |
| Селезнёв, Михаил Григорьевич      |                                                                            |                                                                                   |                            |
| Семакин, Афанасий Иванович        |                                                                            |                                                                                   |                            |
| Сивков, Вадим Александрович       |                                                                            |                                                                                   |                            |
| Сидоров, Вениамин Андреевич       |                                                                            |                                                                                   |                            |
| Скобелев, Иван Алексеевич         |                                                                            |                                                                                   |                            |
| Смирнов, Борис Александрович      |                                                                            |                                                                                   |                            |
| Стариков, Валентин Георгиевич     |                                                                            |                                                                                   |                            |
| Степанов, Иван Федорович          |                                                                            |                                                                                   |                            |
| Стрелков, Спиридон Михайлович     |                                                                            |                                                                                   |                            |
| Субботин, Павел Захарович         |                                                                            |                                                                                   |                            |
| Султанов, Закир                   |                                                                            |                                                                                   |                            |
| Сюткин, Пётр Иванович             |                                                                            |                                                                                   |                            |
| Т                                 |                                                                            |                                                                                   |                            |
| Таначев, Василий Александрович    |                                                                            |                                                                                   |                            |
| Тарасов, Константин Николаевич    |                                                                            |                                                                                   |                            |
| Томиловский, Георгий Сергеевич    |                                                                            |                                                                                   |                            |
| Торопов, Артемий Демидович        |                                                                            |                                                                                   |                            |
| Тюлькин, Михаил Николаевич        |                                                                            |                                                                                   |                            |
| У                                 |                                                                            |                                                                                   |                            |
| Ульяненко, Нина Захаровна         |                                                                            |                                                                                   |                            |
| Ульянов, Виталий Андреевич        |                                                                            |                                                                                   |                            |
| Ушаков, Антон Борисович           |                                                                            |                                                                                   |                            |
| Ф                                 |                                                                            |                                                                                   |                            |
| Фефилов, Яков Корнилович          |                                                                            |                                                                                   |                            |
| Фионин, Сергей Семёнович          |                                                                            |                                                                                   |                            |
| Фонарёв, Иван Петрович            |                                                                            |                                                                                   |                            |
| Ч                                 |                                                                            |                                                                                   |                            |
| Черезов, Аркадий Степанович       |                                                                            |                                                                                   |                            |
| Чикуров, Николай Васильевич       |                                                                            |                                                                                   |                            |
| Чуркин, Михаил Константинович     |                                                                            |                                                                                   |                            |
| Чухванцев, Валерий Николаевич     |                                                                            |                                                                                   |                            |
| Ш                                 |                                                                            |                                                                                   |                            |
| Шакиров, Ульмас Шакирович         |                                                                            |                                                                                   |                            |
| Шамшурин, Александр Яковлевич     |                                                                            |                                                                                   |                            |
| Шамшурин, Василий Григорьевич     |                                                                            |                                                                                   |                            |
| Широких, Валентин Иванович        |                                                                            |                                                                                   |                            |
| Щ                                 |                                                                            |                                                                                   |                            |
| Щипакин, Иван Алексеевич          |                                                                            |                                                                                   |                            |
| Ю                                 |                                                                            |                                                                                   |                            |
| Юдин, Иван Данилович              |                                                                            |                                                                                   |                            |
| Юхнин, Виктор Михайлович          |                                                                            |                                                                                   |                            |
| Я                                 |                                                                            |                                                                                   |                            |
| Ярославцев, Александр Егорович    |                                                                            |                                                                                   |                            |